# آرشي إي. ميتشيل
آرشي إي. ميتشيل (بالإنجليزية: Archie E. Mitchell)‏ هو مبشر أمريكي، (ولد في فرانكلين في الولايات المتحدة 1918  م).